# Tournoi de tennis de Saint-Louis
Le tournoi de Saint-Louis (Missouri, États-Unis) est un tournoi de tennis féminin du circuit professionnel WTA et masculin du World Championship Tennis.
Le trounoi masculin fut organisé de 1970 à 1978 sur dur indoor, à l'exception de 1974 et 1975 où il fut joué sur terre battue.
Une épreuve féminine s'y est déroulée en 1969 et en 1973.

## Palmarès dames

### Simple
| No | Date       | Nom et lieu du tournoi                     | Catégorie | Dotation | Surface         | Vainqueure       | Finaliste       | Score         |         |
| -- | ---------- | ------------------------------------------ | --------- | -------- | --------------- | ---------------- | --------------- | ------------- | ------- |
| 1  | 05-08-1969 | St. Louis Pros, St Louis                   |           | NC       | Moquette (int.) | Billie Jean King | Rosie Casals    | 6-4, 6-2      | Tableau |
| 2  | 10-09-1973 | Missouri Coca-Cola International, St Louis |           | 30 000 $ | NC              | Rosie Casals     | Karen Krantzcke | 6-4, 6-7, 6-0 |         |

### Double
| No | Date       | Nom et lieu du tournoi                    | Catégorie | Dotation | Surface | Vainqueures                   | Finalistes                 | Score    |  |
| -- | ---------- | ----------------------------------------- | --------- | -------- | ------- | ----------------------------- | -------------------------- | -------- |  |
| 1  | 10-09-1973 | Missouri Coca-Cola International St Louis |           | 30 000 $ | NC      | Karen Krantzcke Mona Schallau | Betty Stöve Pam Teeguarden | 6-4, 7-6 |  |

## Palmarès messieurs

### Simple
| No | Date       | Nom et lieu du tournoi            | Catégorie      | Dotation       | Surface        | Vainqueur        | Finaliste      | Score          |                |
| -- | ---------- | --------------------------------- | -------------- | -------------- | -------------- | ---------------- | -------------- | -------------- | -------------- |
| 1  | 01-06-1970 | , St Louis                        |                | NC $           | NC             | Rod Laver        | Ken Rosewall   | 6-1, 6-4       |                |
|    | 1971       | Pas de tournoi                    | Pas de tournoi | Pas de tournoi | Pas de tournoi | Pas de tournoi   | Pas de tournoi | Pas de tournoi | Pas de tournoi |
| 2  | 03-07-1972 | , St Louis                        |                | NC $           | NC             | John Newcombe    | Nikola Pilić   | 6-3, 6-3       |                |
| 3  | 26-03-1973 | , St Louis                        |                | NC $           | NC             | Stan Smith       | Rod Laver      | 6-4, 3-6, 6-4  |                |
| 4  | 22-04-1974 | , St Louis                        |                | NC $           | NC             | Stan Smith       | Alex Metreveli | 6-2, 3-6, 6-2  |                |
| 5  | 07-04-1975 | , St Louis                        |                | NC $           | NC             | Vitas Gerulaitis | Roscoe Tanner  | 2-6, 6-2, 6-3  |                |
| 6  | 16-02-1976 | , St Louis                        |                | NC $           | NC             | Guillermo Vilas  | Vijay Amritraj | 4-6, 6-0, 6-4  |                |
| 7  | 14-03-1977 | Saint Louis WCT Classic, St Louis |                | NC $           | NC             | Jimmy Connors    | John Alexander | 7-6, 6-2       |                |
| 8  | 13-02-1978 | , St Louis                        |                | NC $           | NC             | Sandy Mayer      | Eddie Dibbs    | 7-6, 6-4       |                |

### Double
| No | Date       | Nom et lieu du tournoi            | Catégorie      | Dotation       | Surface        | Vainqueurs                     | Finalistes                   | Score          |                |
| -- | ---------- | --------------------------------- | -------------- | -------------- | -------------- | ------------------------------ | ---------------------------- | -------------- | -------------- |
| 1  | 01-06-1970 | , St Louis                        |                | NC $           | NC             | Andrés Gimeno John Newcombe    | Roy Emerson Rod Laver        | 6-4, 6-0       |                |
|    | 1971       | Pas de tournoi                    | Pas de tournoi | Pas de tournoi | Pas de tournoi | Pas de tournoi                 | Pas de tournoi               | Pas de tournoi | Pas de tournoi |
| 2  | 03-07-1972 | , St Louis                        |                | NC $           | NC             | John Newcombe Tony Roche       | John Alexander Phil Dent     | 7-6, 3-6, 6-4  |                |
| 3  | 26-03-1973 | , St Louis                        |                | NC $           | NC             | Ove Bengtson Jim McManus       | Terry Addison Colin Dibley   | 6-2, 7-5       |                |
| 4  | 22-04-1974 | , St Louis                        |                | NC $           | NC             | Ismail El Shafei Brian Fairlie | Ross Case Geoff Masters      | 7-6, 6-7, 7-6  |                |
| 5  | 07-04-1975 | , St Louis                        |                | NC $           | NC             | Colin Dibley Ray Ruffels       | Ross Case Geoff Masters      | 6-4, 6-4       |                |
| 6  | 16-02-1976 | , St Louis                        |                | NC $           | NC             | Brian Gottfried Raúl Ramírez   | John Alexander Phil Dent     | 6-4, 6-2       |                |
| 7  | 14-03-1977 | Saint Louis WCT Classic, St Louis |                | NC $           | NC             | Ilie Năstase Adriano Panatta   | Vijay Amritraj Dick Stockton | 6-4, 3-6, 7-6  |                |
| 8  | 13-02-1978 | , St Louis                        |                | NC $           | NC             | Bob Hewitt Frew McMillan       | Wojtek Fibak Tom Okker       | 6-3, 6-2       |                |